# Domènec Corbella i Llobet
Domènec Corbella i Llobet (Vallfogona de Riucorb, Conca de Barberà, 1946) és un artista català dedicat a la pintura i al dibuix. Ha estat catedràtic de pintura i professor emèrit de la Facultat de Belles Arts de la Universitat de Barcelona.

## Biografia
Inicià la seva formació a l'Escola d’Arts Aplicades i Oficis Artístics de Barcelona «La Llotja» (1963-67), i el curs següent ingressà a la Universitat de Barcelona, on es llicencià en Belles Arts el 1970, en l'especialitat de pintura. Amb una beca del govern italià, amplià estudis a l'Acadèmia de Belles Arts de Florència a través de la càtedra del professor Gustavo Giulietti, que complementà conceptualment a la Universitat Internacional de l'Art (1970-1971).
S'ha dedicat a la docència i a la recerca a la Facultat de Belles Arts de la Universitat de Barcelona des del 1975. Al cap de deu anys s'hi doctorà amb una tesi sobre la Sèrie Barcelona de Joan Miró, on analitza amb profunditat les cinquanta litografies que formen aquesta sèrie. Amb motiu de l’Any Miró 1993, publicà l’obra Entendre Miró, que s'edità en xinès quatre anys més tard. El 1988 fou nomenat catedràtic de la Universitat de Barcelona i entre el 1990-1993 col·laborà en l’Escola Superior de Disseny de la Universitat Ramon Llull.
El 2009 creà el Laboratori de Pintura Cognitiva (LPC), dins del màster oficial de Creació Artística Contemporània, on investigà diferents experiències sensorials, fisiològiques, acústiques i olfactives que ha presentat en diversos congressos internacionals. Com a investigador de l'Institut de Recerca de l'Aigua de la Universitat de Barcelona, fou el coordinador científic de la primera Jornada Internacional de Recerca sobre l’Art de l’Aigua (2015). Així mateix, és membre de l'Instituto de Investigaçao em Arte, Design e Sociedade de la Universitat de Porto (i2ADS) i del Grup de Recerques de les Terres de Ponent. El 2017 fou nomenat professor emèrit de la Universitat de Barcelona.

## Publicacions
D'entre les seves publicacions de caràcter metodològic i investigador, en destaquen les obres següents: Entendre Miró: anàlisi del llenguatge mironià a partir de la Sèrie Barcelona, 1939-1944 (1993); Des del cor de la pintura. Assaigs d'art i de recerca estètica (2012) i La pintura como experiència cognitiva.18 actividades para la creatividad, (2022), tot un manual pràctic de reflexió sobre les experiències cognitives en la pintura, coeditat entre i2ADS de la Universitat de Porto i Edicions UB.
Per altra banda, l'obra Água: Porto / Aigua: Barcelona (2013) recull els resultats d’una recerca bilateral portada a terme per investigadors de les universitats de Porto i Barcelona, que coordinaren el mateix Corbella i António Quadros Ferreira. A través de l'Institut de Recerca de l'Aigua s'han publicat els treballs de coordinació científica que hi desenvolupà, en els llibres L'art de l'aigua: aqua et ars in unum miscentur (2016) i L'aigua i l'espai públic: anàlisi dels efectes del canvi climàtic (2017).
Així mateix, ha dedicat una considerable activitat investigadora a la història i divulgació patrimonial de Vallfogona de Riucorb, la seva vila natal. En destaquen les obres següents: Vallfogona, aigua i poesia a la Vall del Corb (1999); Vallfogona de Riucorb. Imatge i memòria (2003; Arquitectura i patrimoni de la Comanda de Vallfogona de Riucorb (en col·laboració amb Alberto Gironès); Vallis fecunda: paisatges de Vallfogona de Riucorb (2017) i Vallfogona il·lustrada. Guia històrica patrimonial de Vallfogona de Riucorb (2020).

## Trajectòria artística
Inicià la trajectòria pictòrica amb una figuració de tendència informal fortament gestual, que anà evolucionant anímicament cap a un expressionisme, fins a derivar a una etapa més intimista i essencial del paisatge amb connotacions orientals.
De les diferents obres de la seva producció, podem destacar la Suite de la Vall del Corb, dedicada als paisatges de la seva ànima i destí, inèdita i en evolució.
Gaudeix d'una extensa trajectòria, iniciada el 1971 amb la primera exposició individual al Palazzo Strozzi (Florència), seguida de seixanta exposicions més, entre nacionals i internacionals, de les quals destaquen les que realitzà en els espais següents: la Fundació "la Caixa" (Barcelona, 1982); La Fabbrica di Seta Arte Contemporanea (Pergirne Valdarno, Arezzo, 1992); Museu d'Art Modern (Tarragona, 1994); Museu Jaume Morera (Lleida, 1986); el Pallazzo delle Statue (Arezzo, 2005); Galerie d'Art Contemporain de l'Université de Toulouse le Mirail (Tolosa, 2007-2008); Liangzhu Center of Arts (Hangzhou, 2017), i l'última, realitzada a la Sociedade Nacional em Belas-Arts (Lisboa, 2019).
De les nombroses exposicions col·lectives nacionals i internacionals, podem destacar-ne: Exposiçao Europeia d'Art Universitària (Lisboa, 1969); III International Grafik Biennale (Frechen, Alemanya 1974); VII Triennale Internationale d'Estampes en Couleur (Grenchen, Suïssa, 1976); IV Biennale Internationale de l'Image (Épinal, França, 1977); XII Biennale Grafike Moderna Galeria (Ljubljana, Eslovènia, 1977; Grafic aus dem Mediterranem Raum (Leverkusen, 1979); Prints of de fine Arts Facultat de Barcelona, Konsthögskolan Mejan Gallery (Estocolm, 1992), i l'última, realitzada al Museu Can Framis de Barcelona amb el títol «100 càpsules de confinament. Art i pandèmia a Catalunya».
La seva obra es troba representada en diversos fons públics i col·leccions, com el Museu Espanyol d'Art Contemporani, ara Museu Nacional Centre d'Art Reina Sofia de Madrid; la Col·lecció Testimoni de la Caixa, o el Museu d’Art Modern de Tarragona.

## Característiques de l'obra
Una vegada superats els condicionaments formatius, des del 1969 ha evolucionat creativament, tot investigant diferents llenguatges contemporanis cronològicament en diferents etapes, molt ben explicades en la monografia analitzada per Joan Martí Castell:
- Etapa existencialista (1969-1970). La seva obra reflecteix inquietud i insatisfacció, que es manifesten mitjançant morfologies corporals rebolcades, contorsionades i deformades, de manera que es fa palpable un esperit existencialista i inconformista.
- Etapa informal (1975-1984).Composicions que traspuen torbament, neguit, angoixa, passió i destrucció, que es fan evidents mitjançant una gestualitat exultant, d’aquí que puguem convenir que es mou dins d’un esperit informalista.
- Etapa expressionista (1985-1990). S'hi redefineix la presència humana de manera sensual, amorosida i pulsional, tractada cromàticament, de manera que el color matèria perfila diccions i factures ambientalistes pròximes a una concepció paisatgística i perfilant un esperit expressionista.
- Etapa mediterrània (1991-1996). La seva obra és motivada per la temàtica i pel mite del Mediterrani, que hi fan acte de presència amb extrema lluminositat i amb més concreció de la figuració idealitzada, la qual cosa ens remet a l'esperit mediterrani.
- Etapa intimista (1997-2002). S'endinsa en una temàtica més propera i quotidiana, com la flora, la fauna, les fonts, els jardins, les terrasses, els conreus de la Vall del Corb... dibuixant un esperit intimista.
- Etapa essencial (2003-2006). Se centra exclusivament en el paisatge a partir de diferents indrets motivadors, bàsicament la Vall del Corb i la Toscana, destacant-ne aspectes puntuals, emblemàtics o essencials.
- Etapa zen (2007-2012). L’interès per l'estètica oriental el porten cada vegada més a una pintura meditativa, idealista, expansiva i cromàtica.
- Etapa taoista (2013-2020). La seva incursió en el món oriental és cada vegada més manifesta, i s'encamina de manera natural vers una estètica pictòrica taoista en la qual el buit adquireix una dimensió de continguts immanents, suggeridors i profunds.